# Strigopagurus
Genre
Strigopagurus est un genre de crustacés décapodes de la famille des Diogenidae (« Bernard-l'hermite »).

## Liste des espèces
Selon World Register of Marine Species (31 décembre 2018) :
- Strigopagurus bilineatus Forest, 1995
- Strigopagurus boreonotus Forest, 1995
- Strigopagurus elongatus Forest, 1995
- Strigopagurus poupini Forest, 1995
- Strigopagurus strigimanus (White, 1847)